# Bresciadue (metropolitana di Brescia)
Bresciadue è una fermata della metropolitana di Brescia, collocata in via Cefalonia.

## Storia
La fermata è presente fin dai primi progetti stesi dai Servizi Municipalizzati di Brescia nel 1986 che prevedevano una linea sotterranea collegante la zona residenziale e commerciale di Brescia Due all'Ospedale civile. L'evoluzione del progetto nei mesi seguenti comportò il prolungamento della linea verso la frazione di Sant'Eufemia della Fonte.
Secondo il progetto di massima del 1998, la fermata doveva essere posizionata presso l'attuale via Lino Angelo Polsa, fra il Crystal Palace e l'allora sede del Credito Agrario Bresciano, e all'inizio del viadotto che la linea metropolitana avrebbe percorso fino all'originario capolinea di Sant'Eufemia, presso il Monastero, che poi fu spostato nell'attuale posizione nel progetto definitivo del 2000. In sede di Valutazione di impatto ambientale (VIA), il tracciato in galleria fu fatto proseguire fino a Volta e la posizione di Bresciadue fu spostata più a ovest in un'area destinata a parcheggio fra via Cefalonia e via Corfù.
La fermata fu inaugurata sabato 8 dicembre 2012 alla presenza del sindaco Adriano Paroli e con il simbolico taglio del nastro da parte di un gruppo di bambini, nell'ambito di una serie di cerimonie in cui i singoli impianti della metropolitana furono mostrati al pubblico prima dell'effettivo inizio del servizio. Fu poi aperta al servizio pubblico il 2 marzo seguente, assieme a tutta la linea.
Nel maggio 2017, dopo circa sei mesi di lavori, furono completate le coperture agli accessi in superficie, aggiungendo una struttura in vetro e acciaio.
Nel novembre 2020, la fermata fu utilizzata come ambientazione per il video musicale della canzone Dieci, presentata da Annalisa al Festival di Sanremo 2021.
Il 12 febbraio 2024 fu inaugurata l'installazione BrixiaDue di Andreas Angelidakis che ha trasformato i quattro contrafforti della fermata in altrettante colonne ispirate all'architettura dell'Antica Grecia.

## Strutture e impianti
L'impianto aderisce alle specifiche delle stazioni profonde aperte della linea metropolitana: sei lucernari a forma piramidale consentono alla luce naturale di giungere fino al piano binari che si trova a 23 m di profondità rispetto a quello della campagna.
Dall'unico atrio d'ingresso si accede a un piano ammezzato da cui si può accedere alle banchine tramite due rampe di scale mobili e da altrettante linee di ascensori in grado di trasportare fino a sedici persone ciascuno. Come in tutte le stazioni della metropolitana sono presenti le porte di banchina, che impediscono ai viaggiatori di accedere ai binari in assenza del treno.
I contrafforti a sostegno della scatola sotterranea sono stati riqualificati nell'ambito dell'installazione BrixiaDue e si presentano esternamente come colonne dell'architettura greca.

## Servizi
La stazione dispone di:
- Biglietteria automatica

## Interscambi
- Fermata autobus